# تسیافاهی
تسیافاهی (به لاتین: Tsiafahy) یک منطقهٔ مسکونی در ماداگاسکار است که در آنتاناناریوو-آتسیموندرانو واقع شده‌است. تسیافاهی ۱۷٬۰۲۴ نفر جمعیت دارد و ۱٬۲۸۸ متر بالاتر از سطح دریا واقع شده‌است.